# Otto Schendel
Otto Schendel (* 2. September 1888 in Hannover; † 14. Dezember 1943 ebenda) war ein deutscher Illustrator, Werbe- und Comiczeichner. 

## Leben und Werk
1911 heiratete Schendel die aus Düren stammende Emma Linke, mit der er zwei Söhne hatte, von denen der Jüngere kurz nach der Geburt starb. Eine erste Zeitungsveröffentlichung Schendels, dessen Berufsbezeichnung im Melderegister mit Kunstmaler angegeben ist, ist mit einer Zeichnung für den Lustigen Hannoveraner, einer Beilage des Hannoverschen Anzeigers, bereits für das Jahr 1908 nachgewiesen. In den Folgejahren erstellte er für die vom Leipziger Verlag A. Bergmann herausgegebene Zeitschrift Der gemütliche Sachse beziehungsweise nach dessen Umbenennung Der lustige Sachse Comics, Witzzeichnungen und Titelbilder. Im Jahr 1924 gelang Schendel der Einstieg beim Reifenhersteller Continental. Für diesen schuf er die Figur des „Herrn Conti“, eines Zigarre rauchenden Reifens mit Gesicht, Armen und Beinen, die in der Werkzeitschrift Echo Continental abgedruckt wurde. Darüber hinaus erstellte er für das Unternehmen die Werbebücher Der Schwarze und Mit Ottokar durch dick und dünn!. 1930 veröffentlichte der Leipziger Verlag A. Bergmann sein Buch Kuddelmuddel. Für das Unternehmen Dr. Oetker zeichnete Schendel das Werbebuch Der Fund im Walde, das um 1939 erschien. 1941 erschien beim Weimarer Alexander Duncker Verlag mit Die heilige Plutokrazia sein wohl bekanntestes Werk, in dem im Sinne der nationalsozialistischen Propaganda die Feindbilder karikiert wurden und das nach dem Krieg in der DDR in der Liste der auszusondernden Literatur geführt wurde.
Schendel, der zuletzt in Gehrden lebte, erlag im Dezember 1943 in einem Hannoveraner Krankenhaus einem Nierenleiden.